# 日産レンタカー長野
日産レンタカー長野株式会社（にっさんレンタカーながの）とは、長野県上田市に本社を置き、長野県内一円を範囲とする日産レンタカーのフランチャイズ企業である。本社は関連企業の日産プリンス長野内にある。
なお、この項では日産レンタカー長野の店舗でない長野県内の日産レンタカーの店舗2店も記述する。

## 事業所

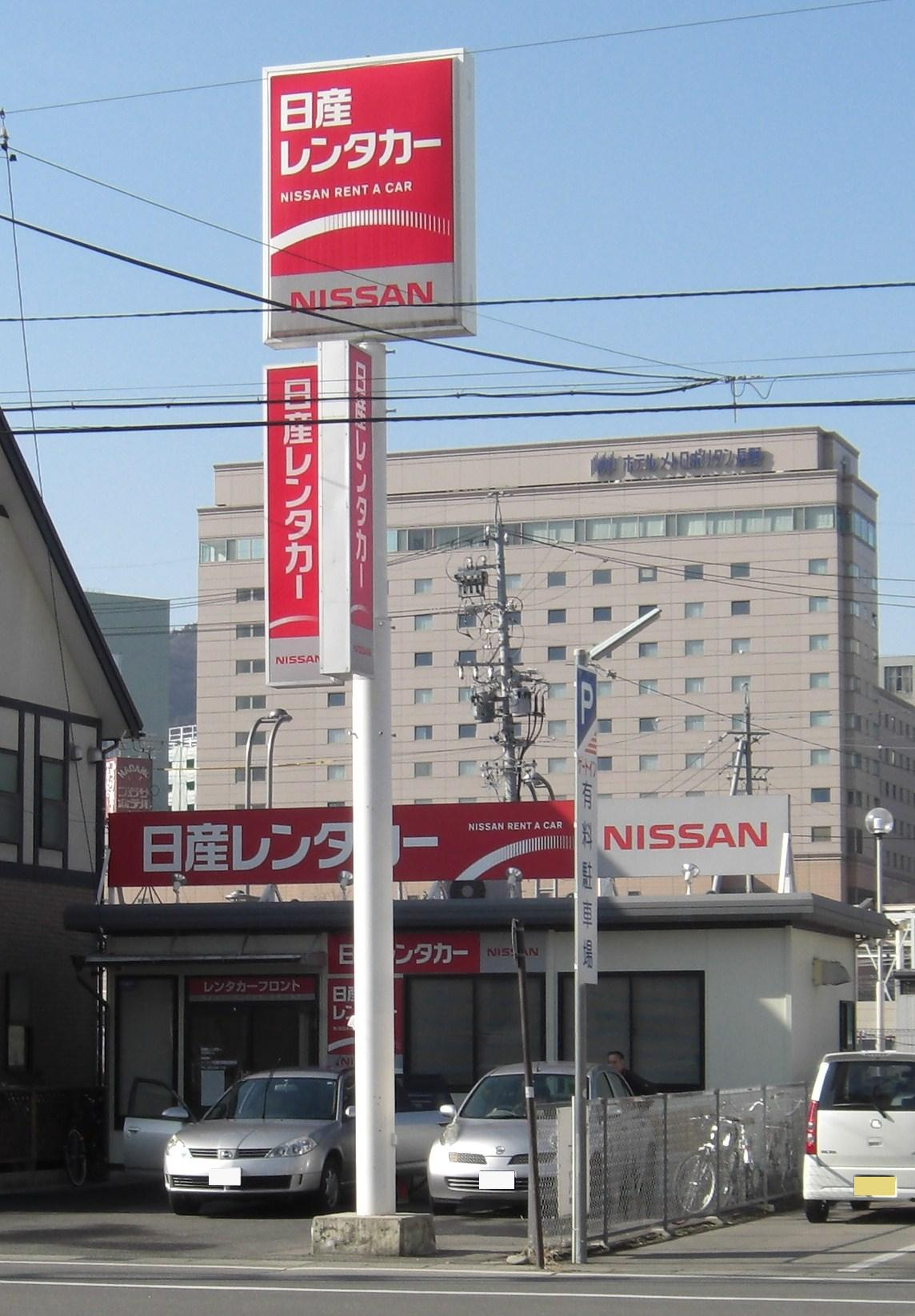
長野駅東口店

### 日産レンタカー長野の店舗
- 長野駅東口店
  - 長野市長野駅周辺第二土地区画整理地内69街区8号
- 信州中野店
  - 中野市江部家出280
- 飯山駅前
  - 飯山市飯山字蓮田276-11
- 上田店
  - 上田市材木町一丁目16番17号
- 上田駅前店
  - 上田市天神一丁目1789-10
- 小諸店
  - 小諸市平原柏木原1003-1
- 佐久平駅前店
  - 佐久市佐久平駅北25-2
- 軽井沢プリンスホテル店
  - 北佐久郡軽井沢町軽井沢中谷池1178-232
- 松本駅前店
  - 松本市深志一丁目1番8号
- 飯田駅前
  - 飯田市元町5428-6
- 茅野店
  - 茅野市ちの3483-1

### 長野県内の独立した店舗
- 長野店
  - 長野県長野市中御所四丁目7番19号
- 松本空港案内所
  - 長野県松本市大字空港東8909

## 関連会社
- 日産プリンス長野販売